# Intet (film)
|  | Denne artikel er oprettet af botten Steenthbot ud fra en ekstern database. Den kan derfor have sproglige fejl eller mangler. Denne skabelon kan fjernes efter kontrol af indholdet. |

 For alternative betydninger, se Intet. (Se også artikler, som begynder med Intet)
Intet er en dansk spillefilm fra 2022 instrueret af Trine Piil og Seamus McNally. Den bygger på bogen af samme navn.

## Handling
I starten af 8.klasse konstaterer Pierre Anthon at tilværelsen er meningsløs og flytter op i et træ. Der opstår en eksistentiel krise blandt hans klassekammerater. De beslutter sig for at samle deres mest værdifulde ejendele i en dynge af mening, der skal overbevise Pierre Anthon om, at han har uret og bør komme ned fra træet. En farlig, foruroligende og kontroversiel undersøgelse af hvad der skaber mening er begyndt.